# Ontmoetingskerk (Geleen)
De Ontmoetingskerk is de protestantse kerk van Geleen, gelegen aan Emmaplein 50.

## Geschiedenis
In 1989 verenigden de Gereformeerde gemeente en de Hervormde gemeente van Geleen, Beek en Urmond zich tot de Samen-op-Weg gemeente. De (gereformeerde) Bethelkerk en de (hervormde) Kruiskerk zouden aanvankelijk beide worden opgeknapt, maar verkoop en bouw van een nieuwe kerk bleek aantrekkelijker. Men kerkte voorlopig in de Kruiskerk, totdat in 1992 de nieuwe kerk gereed kwam. Deze werd ontworpen door Iwan Povse. Het glas-in-betonraam van Karel Appel dat de Kruiskerk had gesierd, kwam niet in het nieuwe gebouw, doch werd uiteindelijk in de Nuenense Regenboogkerk geplaatst.

## Gebouw
Het betreft een bakstenen laagbouw met kerkzaal en nevenruimten. De achthoekige kerkzaal wordt gedekt door een zadeldak en er is in de baksteengevel een kruis uitgespaard dat licht doorlaat. De nevenruimten hebben een plat dak. Het interieur van de kerkzaal wordt gekenmerkt door schoon metselwerk.